# Le Livre suisse
Le Livre suisse (en allemand Das Schweizer Buch, en italien Il libro svizzero, en anglais The Swiss book, en romanche Il cudesch svizzer) est la bibliographie nationale de la Suisse, publiée par la Bibliothèque nationale suisse depuis 1901.

## Contenu
Le Livre suisse est la bibliographie nationale suisse. Il est rédigé, édité et publié par la Bibliothèque nationale suisse (BN). Le Livre suisse répertorie la production éditoriale suisse (commerciale et non commerciale) – les Helvetica – publiée sous forme imprimée et/ou électronique en Suisse et à l'étranger, conformément aux directives d'acquisition de la BN.

## Historique

### 1901–1942:Bulletin bibliographique
La Bibliothèque nationale suisse a publié de 1901 à 1942 le Bibliographische Bulletin der Schweizerischen Landesbibliothek = Bulletin bibliographique de la Bibliothèque nationale Suisse. De 1901 à 1916 sa parution est irrégulière et les documents sont répertoriés dans l'ordre alphabétique. Dès 1916 il paraît mensuellement, les titres sont regroupés par thèmes et il s'enrichit d'un index des auteurs. En plus de la bibliographie le Bulletin offre une partie rédactionnelle qui propose des annonces et des articles critiques. Un répertoire des auteurs et, dès 1938, un répertoire thématique sont publiés chaque année.

### 1943:Le livre suisse
Le Bulletin bibliographique change de titre en 1943 pour devenir Das Schweizer Buch = Le Livre suisse = Il libro svizzero, mais garde sa numérotation. Deux séries sont publiées jusqu'en 1975: A, Publications en librairie, qui paraît toutes les deux semaines, et B, Publications non mises en librairie, bimensuelle.
Les cahiers sont publiés jusqu'en 2007 par le Schweizerisches Buchhändlerverein. En 2007 l'édition imprimée est abandonnée au profit d'une édition en ligne dynamique et d'une édition sous forme de PDF. L'édition dynamique est consultable par le biais du catalogue de la Bibliothèque nationale suisse, Helveticat. L'édition PDF paraît deux fois par mois et est publiée sur le site de la Bibliothèque nationale suisse. Le titre a été complété par l'anglais et le romanche depuis 2007: Das Schweizer Buch = Le Livre suisse = Il libro svizzero = Il cudesch svizzer = The Swiss book.
Le Livre suisse se compose de quatre séries avec des fréquences de parution différentes:
- Toutes les ressources (tous les quinze jours): cahiers nos 1-15 et 17-23
- Partitions musicales (annuelle): cahier n° 16
- Thèses de doctorat (annuelle): cahier n° 24
- Numéro spécial (annuelle): cahier n° 25

Les notices bibliographiques publiées dans le Livre suisse sont rédigées selon les règles internationales de catalogage RDA. La présentation graphique des métadonnées bibliographiques est basée sur le standard international ISBD. Les autorités incluses dans les notices bibliographiques sont rédigées selon le standard GND. 
Les notices bibliographiques sont classées par matières selon la classification décimale Dewey (CDD) et les catégories de sujets CDD de la région DACH.